# Allium antonii-bolosii
Allium antonii-bolosii är en amaryllisväxtart som beskrevs av P.Palau. Allium antonii-bolosii ingår i släktet lökar, och familjen amaryllisväxter. Inga underarter finns listade i Catalogue of Life.